# Der Sturz (Film)
Der Sturz ist ein 1978 entstandener, deutscher Spielfilm nach dem gleichnamigen Roman von Martin Walser. Unter der Regie von Alf Brustellin spielen Franz Buchrieser und Hannelore Elsner die Hauptrollen.

## Handlung
Schriftsteller Anselm Kristlein, ein Mann Anfang seiner Vierziger, hat in München die Finanzen seiner Frau, ein Erbe von 72.000 Mark verspekuliert, teils mit Wetten, teils mit ebenso gewagten wie sich als sinnlos erweisende Investitionen wie die in die Flipperautomaten-Branche. Verludert und blank zieht er, heruntergekommen, manchmal sogar nackt, zu Fuß durch Kneipen, Wälder und Wirtshaustoiletten, isst unterwegs zwölf Paar Würstchen, trifft den einen oder anderen Spinner und Trinker, wird von Rockern verprügelt und kommt daheim, am Bodensee, bei Frau und den vier Kindern mitsamt Hund an. Während dieser Selbstfindungsphase ihres Gatten ist Alissa Kristlein bodenständig geblieben und führt das betriebseigene Erholungs- bzw. Freizeitheim der Großunternehmerin und Schokoladenfabrikantin Blomich. Als Anselm heimkehrt ärgert sie sich, dass ihr Mann seine Saufkumpels mit dabei hat.
Eines Tages verliert Alissa zu allem Unglück auch noch ihre Arbeitsstelle, denn ihr Brötchengeber wurde an eine US-amerikanische Firma verkauft, die weder für Alissa Kristlein noch für das Freizeitheim Verwendung hat. Anselms Lebens-„Philosophie“ droht nun auch auf Alissa überzugreifen, der titelgebende Sturz erfasst beide. Man greift zum Alkohol und zerschmettert das hauseigene Porzellan. Schließlich begibt sich das Paar bei einem heraufziehenden Unwetter auf den Bodensee, sich ganz dem Schicksal aussetzend. Doch Blitz und Donner wie auch der peitschende Regenwind bringen das Segelboot der Kristleins nicht in den erwartenden Untergang. Keine Todessehnsucht ist es, die sie treibt, vielmehr der unbändige Wunsch nach Veränderung. „Wir waren sowieso schon zu lange hier, wir müssen uns verändern“ rufen sie sich zu und signalisieren damit, dass über so manche Dissonanzen und Gegensätze hinweg die Kristleins ein unzertrennliches und starkes Paar bleiben werden.

## Produktionsnotizen
Der Sturz entstand zwischen dem 11. Juli und dem 28. August 1978 und wurde am 10. November 1978 fertiggestellt. Gedreht wurde in Anspach, am Starnberger See und in München. Die Uraufführung erfolgte am 18. Januar 1979.
Die Filmbauten und Kostüme entwarf Winfried Hennig. Koproduzent Joachim von Vietinghoff übernahm auch die Herstellungsleitung.

## Kritik
„Wenn man einen Sturz als jähe, abschüssige Bewegung definiert, die nicht mehr dem Willen, sondern nur noch der Schwerkraft unterworfen ist, dann hat Alf Brustellin den Titel seines Films geradezu ideal eingelöst: Bei der Verfilmung von Martin Walsers gleichnamigem Roman ist, das merkt der Besucher rasch, ein Berserker am Werk, dessen Wut nicht blind ist (denn das ginge ja noch), sondern vage. Sie schlägt um sich, aber nicht zu; sie trifft nichts, aber meint alles; sie überanstrengt sich dauernd, aber sie gibt sich keine Mühe. An diesem Katastrophen-Film, der nichts anderes transportiert als seine eigene Katastrophe, ist so gut wie alles windschief, falsch, hastig und ins Ungenaue übertrieben. Brustellin will Walsers Roman verfilmen und will es dann wieder doch nicht. Auf diesem halben Wege schleppt er vom Roman alles mit, was entbehrlich wäre: ein verhackstücktes Handlungsskelett, Walsers Vorliebe für seltsame Namen und Zitatfetzen, die in den Film verpflanzt wirken, als würden die Figuren mit Pökelzungen reden. Und er vergißt mitzunehmen, was der Roman ihm auf seinem Wege der Verstörung und Zerstörung zu bieten hätte: die Hirnängste und Phantasmagorien eines Bürgers und Familienvaters, der den Boden unter seinen Füßen verliert und deshalb aus kleinen Unfällen mehr und mehr den großen Untergang hervorkehrt.“

„Alf Brustellins Film nach diesem Roman jetzt ist, obwohl er eine Komödie sein will, ebenfalls grell, die Alarmsirenen der verschiedenen Einsatzwagen werden zunehmend sein Leitmotiv, und überhaupt ist er dem zentralen Punkt von Walsers Roman sehr nahe, obwohl er sich der Vorlage gegenüber erhebliche Freiheiten nimmt, ja gerade, weil er sie sich zu nehmen traut. Jedermanns Sache ist er darum bestimmt nicht. Wer, enthoben und unangefochten, nie das Gefühl hatte, als Wahnsinniger unter Wahnsinnigen zu leben und wahnsinnige Dinge zu tun, muß den Film wie den Roman für wahnsinnig halten. Nun kann diesem Gefühl auch so etwas wie Verwunderung darüber entspringen, daß ‚in Wirklichkeit‘ doch alles relativ glimpflich und sturzlos funktioniere. Davon wissen Film und Roman nichts: Sie wühlen sich hinein ins Scheitern. Sie sind ‚unfair‘: Die kontrastierende Dimension der ‚Normalität‘ fehlt ihnen. Ein Bild der Wirklichkeit liefern sie nicht; sie geben eine vergrößerte Aufnahme von einem vielfachen Sturz aus der Wirklichkeit.“

„Verfilmung des letzten Teils der Kristlein-Trilogie von Martin Walser: Nachdem der ewig scheiternde Intellektuelle Anselm Kristlein sich in ‚Halbzeit‘ als Vertreter und Werbetexter hatte durchschlagen müssen und in ‚Das Einhorn‘ (1977 von Peter Patzak verfilmt) Schriftsteller geworden war, versucht er sich jetzt als Inhaber eines Münchner Flippersalons, verliert das Vermögen seiner Frau und kehrt in chaotischer Geistesverfassung an den Bodensee zurück. Der Film bringt den Facettenreichtum des Romans auf die Leinwand, aber leider auch seine geschwätzigen Exkurse. Die sprachliche und erzählerische Akrobatik der Vorlage wird im Film zum wirren Bilder- und Gedankenkonglomerat, dem es an Spannkraft fehlt.“